# 취안산구

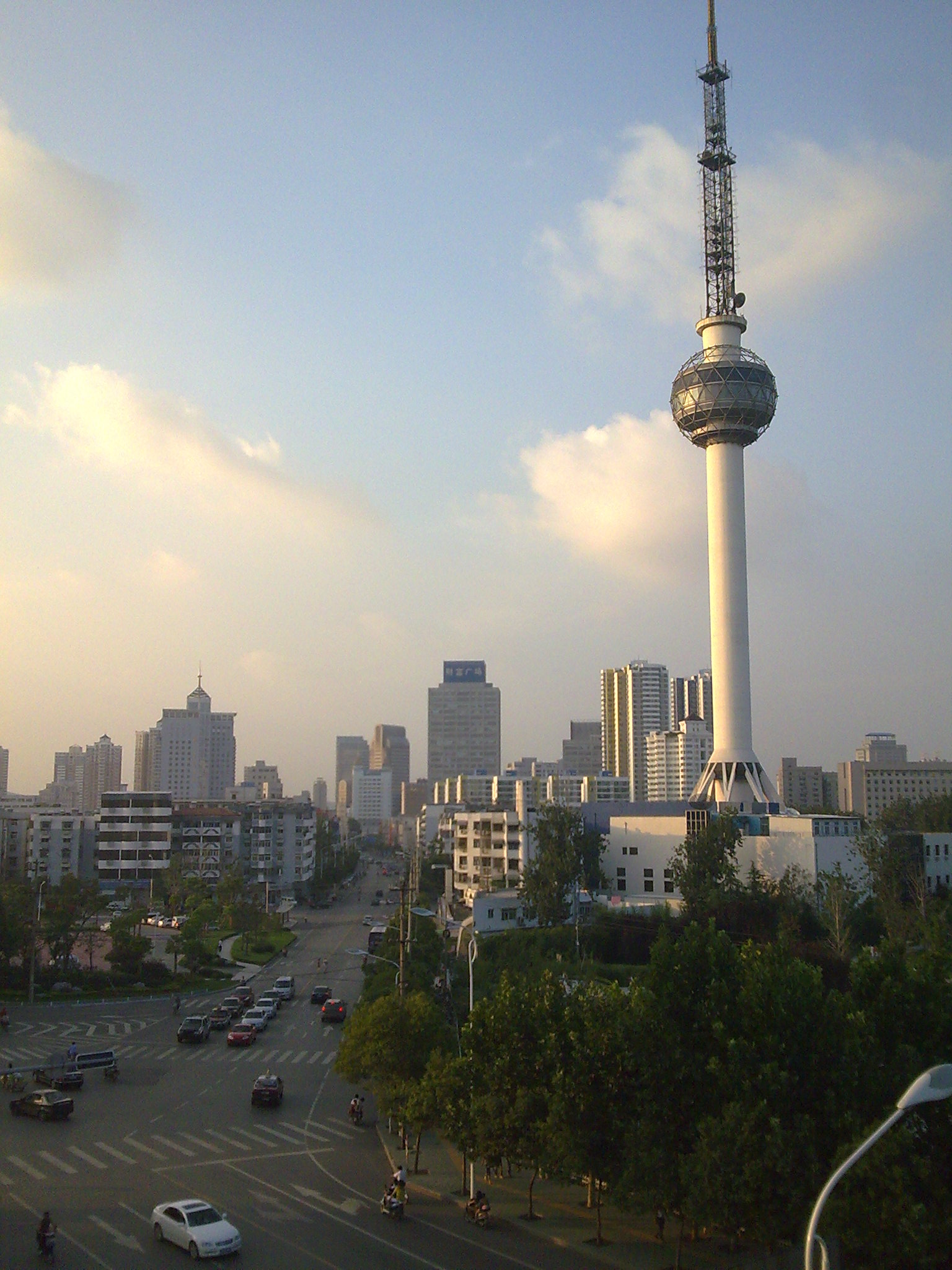

취안산구(한국어: 천산구, 중국어: 泉山区, 병음: Quánshān Qū)는 중화인민공화국 장쑤성 쉬저우 시의 현급 행정구역이다. 넓이는 62km2이고, 인구는 2007년 기준으로 450,000명이다.

## 행정 구역
10개 가도를 관할한다.
- 가도: 王陵街道, 永安街道, 湖滨街道, 段庄街道, 翟山街道, 奎山街道, 和平街道, 泰山街道, 金山街道, 七里沟街道.